# Holger Glomb
Holger Glomb (* 24. Oktober 1970) ist ein ehemaliger deutscher Eishockeyspieler, der einige Partien für den Kölner EC in der Bundesliga absolvierte, den Großteil seiner Karriere aber bei unterklassigen Mannschaften verbrachte.

## Karriere
Nach Anfängen in Bergisch Gladbach kam Holger Glomb schon als Jugendlicher zum Kölner EC (KEC), bei dem er in den folgenden Jahren alle Nachwuchsmannschaften durchlief und unter anderem in der Schüler- und Junioren-Bundesliga spielte. In der Saison 1988/89 kam er zu seinen ersten drei Einsätzen für die Profimannschaft in der Bundesliga. Auch in den folgenden beiden Spielzeiten lief er einige Male für Köln in der höchsten deutschen Spielklasse auf, konnte sich aber nicht als Stammspieler etablieren.
Während der Saison 1990/91 gab der KEC den Verteidiger an den EC Ratingen aus der 2. Bundesliga ab. Anschließend verbrachte er ein Jahr beim ECD Sauerland, bevor er zur Spielzeit 1992/93 zum Viertligisten EHC Neuwied wechselte, mit dem er in die Oberliga aufstieg. Über den Grefrather EV und den EV Duisburg gelangte er 1995 zum REV Bremerhaven. Mit der Mannschaft stieg er in die damals zweitklassige 1. Liga auf.
Nach einem Jahr beim Gelsenkirchener EC kehrte Glomb im Jahr 2000 nach Bremerhaven zurück, wo er fortan nur noch auf Amateurniveau für die zweite Mannschaft auflief. Zu Beginn der Saison 2002/03 half er als Assistent des Cheftrainers Jamie Bartman beim Profiteam aus. Zwischenzeitlich war er auch bei der Zweitvertretung als Spielertrainer tätig und arbeitete als Coach in der Nachwuchsabteilung des REV. Parallel dazu war er von 2004 bis 2006 auch als Spielertrainer beim TuS Harsefeld aktiv.

## Erfolge und Auszeichnungen
- 1993 Aufstieg in die Oberliga mit dem EHC Neuwied
- 1996 Aufstieg in die 1. Liga mit dem REV Bremerhaven

## Karrierestatistik
(Legende zur Spielerstatistik: Sp oder GP = absolvierte Spiele; T oder G = erzielte Tore; V oder A = erzielte Assists; Pkt oder Pts = erzielte Scorerpunkte; SM oder PIM = erhaltene Strafminuten; +/− = Plus/Minus-Bilanz; PP = erzielte Überzahltore; SH = erzielte Unterzahltore; GW = erzielte Siegtore; 1 Play-downs/Relegation; Kursiv: Statistik nicht vollständig); 2außer Saison 1998/99; 3nur Saison 1998/99